# International Federation of Medical Students' Associations
International Federation of Medical Students' Associations (IFMSA-Sweden) är en ideell läkarstudentorganisation som arbetar med humanitära frågor och internationell förståelse ur både lokalt och internationellt perspektiv. I Sverige är IFMSA aktivt på de sju orter där läkarprogrammet finns - Göteborg, Linköping, Lund (Skåne), Stockholm, Umeå (Norr), Uppsala och Örebro. Framstående personer som varit engagerade inom IFMSA är till exempel Johan von Schreeb, Hans Rosling och Anders Nordström.
IFMSA fungerar som en paraplyorganisation för en mängd projekt som bedrivs runt om i landet och i hela världen. Däribland Nallesjukhuset, Kärleksakuten, Papperslösas rätt till vård, Donera Mera! och internationella utbyten.
IFMSA jobbar både internationellt och i Sverige med arbetsgrupper. De arbetsgrupperna som är aktiva i Sverige idag är SCORP, SCOPH, SCORA, SCOPE och SCORE. 
SCORP - Standing Committee on Human Rights and Peace (Arbetsgruppen för mänskliga rättigheter och fred) är en del av IFMSA som vill främja arbete för mänskliga rättigheter och fred. Som framtida yrkesverksamma inom vården strävar SCORP efter att uppmärksamma och förbättra hälsan hos flyktingar, asylsökande, papperslösa och andra utsatta grupper. SCORP har två projekt i Sverige: Papperslösas rätt till vård och Läkarstudenter Informerar om Vård och Hälsa för SFI-klasser.
SCOPH - Standing Committee on Public Health (Arbetsgruppen för folkhälsa) är arbetsgruppen som jobbar med psykisk ohälsa, blodgivning, organdonation och klimatfrågor. I SCOPH ingår projekten Nallesjukhuset och Psykisk Ohälsa-Projektet. 
I SCORA - Standing Committee on Sexual and Reproductive Health and Rights including hiv/aids (Arbetsgruppen för sexuell och reproduktiv hälsa) arbetar man med frågor rörande genus, sex, kärlek och normer. 
SCORE - Standing Committee on Research Exchange (forskningutbytesgruppen) utgör tillsammans med SCOPE - Standing Committee on Professional Exchange, (klinikutbytesgruppen) utbytesverksamheten inom IFMSA-Sweden. Varje år skickas ca 150 studenter iväg på praktik, samtidigt tar IFMSA Sweden emot lika många studenter ifrån världens alla hörn på sju lokalorter.